# Rappresentante speciale dell'Unione europea
Il rappresentante speciale dell'Unione europea (RSUE) è un emissario dell'Unione europea con specifici compiti in una determinata area.
A differenza degli ambasciatori per l'Unione europea, che rappresentano l'UE in un singolo Paese, i rappresentanti speciali hanno responsabilità su questioni specifiche che interessano regioni particolari o aree sovranazionali, spesso zone di conflitti.
Ogni RSUE risponde direttamente all'Alto rappresentante dell'Unione per gli affari esteri e la politica di sicurezza, carica attualmente ricoperta da Kaja Kallas.

## Incarichi di RSUE esistenti
| Area                              | Periodo |
| --------------------------------- | ------- |
| Asia centrale                     | 2005-   |
| Balcani occidentali               | 2020-   |
| Bosnia-Erzegovina                 | 2002-   |
| Corno d'Africa                    | 2012-   |
| Diritti umani                     | 2012-   |
| Golfo persico                     | 2023-   |
| Kosovo                            | 1998-   |
| Processo di pace in Medio oriente | 2002-   |
| Sahel                             | 2013-   |
| Sud del Caucaso e Georgia         | 2003-   |

### Attuali
Fonte:
| Area                              | RSUE                | Inizio mandato    | Note |
| --------------------------------- | ------------------- | ----------------- | --- |
| Asia centrale                     | Terhi Hakala        | 1º luglio 2021    | Il mandato prevede l'appoggio al miglioramento delle relazioni tra la UE e i Paesi dell'Asia centrale e il rafforzamento della stabilità, della cooperazione, della democrazia e del rispetto dei diritti umani nella regione. |
| Balcani occidentali               | Miroslav Lajčák     | 3 aprile 2020     | |
| Bosnia-Erzegovina                 | Luigi Soreca        | 1º settembre 2024 | |
| Corno d'Africa                    | Annette Weber       | 1º luglio 2020    | |
| Diritti umani                     | Olof Skoog          | 1º marzo 2024     | Il mandato comprende il miglioramento dell'efficacia e della visibilità della politica dell'UE in materia di diritti umani; in particolare rafforzamento della democrazia, la giustizia internazionale, la legge umanitaria e l'abolizione della pena di morte.                                                                                                   |
| Golfo persico                     | Luigi Di Maio       | 1º giugno 2023    | |
| Kosovo                            | Tomáš Szuyog        | 1º settembre 2020 | |
| Processo di pace in Medio oriente | Sven Koopmans       | 1º maggio 2021    | Il mandato comprende il perseguimento degli obiettivi dell'UE riguardo alla soluzione del processo di pace in Medio Oriente che prevede la coesistenza di due Stati, Israele e uno Stato di Palestina sovrano, in accordo con le risoluzioni del Consiglio di sicurezza delle Nazioni Unite n. 242, 338, 1397, 1402, e con i principi della conferenza di Madrid. |
| Sahel                             | João Gomes Cravinho | 1º dicembre 2024  | |
| Sud del Caucaso e Georgia         | Magdalena Grono     | 1º novembre 2024  | |

### Precedenti
In precedenza tali incarichi sono stati ricoperti da:
| Area                              | RSUE                        | Mandato                             | Note |
| --------------------------------- | --------------------------- | ----------------------------------- | --- |
| Asia centrale                     | Ján Kubiš                   | 28 luglio 2005 - 5 luglio 2006      | |
| Asia centrale                     | Pierre Morel                | 5 ottobre 2006 - 30 giugno 2012     | |
| Asia centrale                     | Patricia Flor               | 1º luglio 2012 - 30 giugno 2014     | |
| Asia centrale                     | Peter Burian                | 15 aprile 2015 - 30 giugno 2021     | |
| Bosnia-Erzegovina                 | Paddy Ashdown               | 3 giugno 2002 - 31 gennaio 2006     | Dal 2002 al 31 agosto 2011 il RSUE per la Bosnia-Erzegovina era al contempo Alto rappresentante per la Bosnia ed Erzegovina, mentre dal 1º settembre 2011 in poi è al contempo ambasciatore UE per la Bosnia ed Erzegovina. |
| Bosnia-Erzegovina                 | Christian Schwarz-Schilling | 1º febbraio 2006 - 30 giugno 2007   | Dal 2002 al 31 agosto 2011 il RSUE per la Bosnia-Erzegovina era al contempo Alto rappresentante per la Bosnia ed Erzegovina, mentre dal 1º settembre 2011 in poi è al contempo ambasciatore UE per la Bosnia ed Erzegovina. |
| Bosnia-Erzegovina                 | Miroslav Lajčák             | 1º luglio 2007 - 28 febbraio 2009   | Dal 2002 al 31 agosto 2011 il RSUE per la Bosnia-Erzegovina era al contempo Alto rappresentante per la Bosnia ed Erzegovina, mentre dal 1º settembre 2011 in poi è al contempo ambasciatore UE per la Bosnia ed Erzegovina. |
| Bosnia-Erzegovina                 | Valentin Inzko              | 1º marzo 2009 - 31 agosto 2011      | Dal 2002 al 31 agosto 2011 il RSUE per la Bosnia-Erzegovina era al contempo Alto rappresentante per la Bosnia ed Erzegovina, mentre dal 1º settembre 2011 in poi è al contempo ambasciatore UE per la Bosnia ed Erzegovina. |
| Bosnia-Erzegovina                 | Peter Sørensen              | 1º settembre 2011 - 31 ottobre 2014 | Dal 2002 al 31 agosto 2011 il RSUE per la Bosnia-Erzegovina era al contempo Alto rappresentante per la Bosnia ed Erzegovina, mentre dal 1º settembre 2011 in poi è al contempo ambasciatore UE per la Bosnia ed Erzegovina. |
| Bosnia-Erzegovina                 | Lars-Gunnar Wigemark        | 1º marzo 2015 - 31 agosto 2019      | Dal 2002 al 31 agosto 2011 il RSUE per la Bosnia-Erzegovina era al contempo Alto rappresentante per la Bosnia ed Erzegovina, mentre dal 1º settembre 2011 in poi è al contempo ambasciatore UE per la Bosnia ed Erzegovina. |
| Bosnia-Erzegovina                 | Johann Sattler              | 31 agosto 2019 - 1º settembre 2024  | Dal 2002 al 31 agosto 2011 il RSUE per la Bosnia-Erzegovina era al contempo Alto rappresentante per la Bosnia ed Erzegovina, mentre dal 1º settembre 2011 in poi è al contempo ambasciatore UE per la Bosnia ed Erzegovina. |
| Corno d'Africa                    | Alexander Rondos            | 1º gennaio 2012 - 30 giugno 2020    | |
| Diritti umani                     | Stavros Lambrinidis         | 2 settembre 2012 - 28 febbraio 2019 | |
| Diritti umani                     | Eamon Gilmore               | 28 febbraio 2019 - 29 febbraio 2024 | |
| Kosovo                            | Wolfgang Petritsch          | 5 ottobre 1998 - 29 luglio 1999     | |
| Kosovo                            | Pieter Feith                | 4 febbraio 2008 - 30 aprile 2011    | |
| Kosovo                            | Fernando Gentilini          | 1º maggio 2011 - 31 gennaio 2012    | |
| Kosovo                            | Samuel Žbogar               | 1º febbraio 2012 - 31 agosto 2016   | |
| Kosovo                            | Nataliya Apostolova         | 1º settembre 2016 - 31 agosto 2020  | |
| Processo di pace in Medio oriente | Miguel Ángel Moratinos      | 25 novembre 1996 - 31 maggio 2002   | |
| Processo di pace in Medio oriente | Marc Otte                   | 14 luglio 2003 - 28 febbraio 2011   | |
| Processo di pace in Medio oriente | Andreas Reinicke            | 1º febbraio 2012 - 31 dicembre 2013 | |
| Processo di pace in Medio oriente | Fernando Gentilini          | 15 aprile 2015 - 30 giugno 2018     | |
| Processo di pace in Medio oriente | Susanna Terstal             | 18 settembre 2018 - 30 aprile 2021  | |
| Sahel                             | Michel Reveyrand-de Menthon | 18 marzo 2013 - 31 ottobre 2015     | |
| Sahel                             | Ángel Losada Fernández      | 1º novembre 2015 - 30 giugno 2021   | |
| Sahel                             | Emanuela Del Re             | 1º luglio 2021 - 30 novembre 2024   | |
| Sud del Caucaso e Georgia         | Heikki Talvitie             | 1º luglio 2003 - 28 febbraio 2006   | |
| Sud del Caucaso e Georgia         | Peter Semneby               | 1º marzo 2006 - 28 febbraio 2011    | |
| Sud del Caucaso e Georgia         | Philippe Lefort             | 1º settembre 2011 - 30 giugno 2014  | |
| Sud del Caucaso e Georgia         | Herbert Salber              | 1º luglio 2014 - 15 agosto 2017     | |
| Sud del Caucaso e Georgia         | Toivo Klaar                 | 13 novembre 2017 - 31 ottobre 2024  | |

## Incarichi di RSUE non più esistenti
| Area                              | Periodo   |
| --------------------------------- | --------- |
| Afghanistan                       | 2001-2017 |
| Macedonia del Nord                | 2001-2011 |
| Mediterraneo meridionale          | 2011-2014 |
| Moldavia                          | 2005-2011 |
| Processo Royaumont                | 1999-2000 |
| Regione dei Grandi laghi africani | 2007-2011 |
| Repubblica Federale di Jugoslavia | 1998-1999 |
| Sudan                             | 2005-2013 |
| Unione africana                   | 2007-2014 |

Fonte:
| Area                                          | RSUE                         | Inizio mandato                       | Note                                         |
| --------------------------------------------- | ---------------------------- | ------------------------------------ | -------------------------------------------- |
| Afghanistan                                   | Klaus-Peter Klaiber          | 10 dicembre 2001 - 30 giugno 2002    |                                              |
| Afghanistan                                   | Francesc Vendrell            | 1º luglio 2002 - 31 agosto 2008      |                                              |
| Afghanistan                                   | Ettore Francesco Sequi       | 1º settembre 2008 - 31 marzo 2010    |                                              |
| Afghanistan                                   | Vygaudas Ušackas             | 1º aprile 2010 - 31 agosto 2013      |                                              |
| Afghanistan                                   | Franz-Michael Skjold Mellbin | 1º settembre 2013 - 31 agosto 2017   |                                              |
| Macedonia del Nord                            | François Léotard             | 29 giugno 2001 - 29 ottobre 2001     |                                              |
| Macedonia del Nord                            | Alain Le Roy                 | 29 ottobre 2001 - 28 febbraio 2002   |                                              |
| Macedonia del Nord                            | Alexis Brouhns               | 30 settembre 2002 - 31 dicembre 2003 |                                              |
| Macedonia del Nord                            | Søren Jessen-Petersen        | 26 gennaio 2004 - 30 giugno 2004     |                                              |
| Macedonia del Nord                            | Michael Sahlin               | 12 luglio 2004 - 31 agosto 2005      |                                              |
| Macedonia del Nord                            | Erwan Fouéré                 | 17 ottobre 2005 - 31 agosto 2011     |                                              |
| Mediterraneo meridionale                      | Bernardino León              | 18 luglio 2011 - 30 giugno 2014      |                                              |
| Moldavia                                      | Adriaan Jacobovits de Szeged | 23 marzo 2005 - 28 febbraio 2007     |                                              |
| Moldavia                                      | Kálmán Mizsei                | 1º marzo 2007 - 28 febbraio 2011     |                                              |
| Processo Royaumont per l'Europa sud-orientale | Panagiotis Roumeliotis       | 31 maggio 1999 - 31 maggio 2000      |                                              |
| Regione dei Grandi laghi africani             | Aldo Ajello                  | 25 marzo 1996 - 28 febbraio 2007     |                                              |
| Regione dei Grandi laghi africani             | Roeland van de Geer          | 1º marzo 2007 - 31 agosto 2011       |                                              |
| Repubblica Federale di Jugoslavia             | Felipe González              | 8 giugno 1998 - 11 ottobre 1999      |                                              |
| Sudan                                         | Pekka Haavisto               | 18 luglio 2005 - 30 aprile 2007      | Per Sudan e Sudan del Sud dal 1º agosto 2011 |
| Sudan                                         | Torben Brylle                | 1º maggio 2007 - 31 agosto 2010      | Per Sudan e Sudan del Sud dal 1º agosto 2011 |
| Sudan                                         | Rosalind Marsden             | 1º settembre 2010 - 31 ottobre 2013  | Per Sudan e Sudan del Sud dal 1º agosto 2011 |
| Unione africana                               | Koen Vervaeke                | 6 dicembre 2007 - 31 ottobre 2011    |                                              |
| Unione africana                               | Gary Quince                  | 1º novembre 2011 - 30 novembre 2014  |                                              |